# Сесилія Ярлскуг
Сесілія Ярлскуг (швед. Cecilia Jarlskog, нар. 1941) — шведська вчена-фізик-теоретик, що працює в галузі фізики елементарних частинок.

## Життєпис
Сесилія Ярлскуг здобула докторський ступінь з фізики 1970 року за дисертацію з елементарних частинок у Лундському університеті (тема дисертації: Leptonic weak interactions and effects of the electromagnetic interactions on decay processes). Вона була професоркою в Бергені (Норвегія) протягом 1976—1985 років і в Швеції протягом 1985—1994. Від 1994 року є професоркою в Лундському університеті.
Сесилія Ярлскуг відома за дослідженнями в галузі елементарних частинок, у коло її інтересів входять порушення CP-інваріантності, суперсиметрія, теорії великого об'єднання. Вона виявила новий клас інваріантних величин суперсиметричних моделях з порушенням CP, які називають інваріантами Ярлскуг. Вона є автором і співавтором понад 150 наукових статей, серед яких Invariations of Lepton Mass Matrices and CP and T violation in Neutrino Oscillations", On the Wings of Physics, Ambiguities Pertaining to Quark-Lepton Complementarity. Сесилія є редакторкою кількох наукових книг, а також автором книги «Портрет Гуннара Келлена: падаюча зірка фізики і поет ранньої квантової теорії поля» («Portrait of Gunnar Källén: a physics shooting star and poet of early quantum field theory») про біографію та досягнення свого наукового керівника в галузі квантової фізики Гуннара Келлена.
Сесилія Ярлскуг працювала в ЦЕРНі в 1970—1972 роках, у 1982—1986 — в Комітеті з наукової політики ЦЕРН, у 1998—2004 — радником генерального директора ЦЕРН. Від 1984 року Сесилія Ярлскуг є членом Шведської королівської академії наук, від 1997 року — Норвезької академії наук, а від 2005 — Європейської академії. Від 1996 року входить до ради піклувальників Нобелівського комітету. Від 1989 до 2000 року вона була одним із членів шведського Нобелівського комітету з фізики.
Є головою ради директорів Норвезького інституту теоретичної фізики і головою Міжнародного союзу теоретичної і прикладної фізики.
Сесилія Ярлскуг має художню уяву, порівнюючи нейтрино з вампірами, тому що у них немає відбиття, і любить малювати різними способами, змінюючи розмір, форму і колір малюнків. Це хобі, яке вона зберігає протягом тривалого часу, і каже, що відчуває справжню пристрасть до кольору: «Я люблю малювати,…і в своїх лекціях я часто розфарбовую текст презентацій».
В одній із публікацій з характерним заголовком «Лундські фізики з пристрастю до нейтрино» (швед. Lundafysiker med passion för neutriner) про Сесилію Ярлскуг, наводяться її слова: «найкрасивіше, що я зробила — це математична формула, що містить 14 членів в одному і тому ж рівнянні. Я б хотіла, щоб вона була на моєму надгробку!». Всупереч поширеній думці, вона вважає, що в науці досить знайти те, чого ще ніхто не знаходив, наприклад, нові типи частинок або новий метод їх знаходження, і для цього не потрібен виключно високий IQ.

## Нагороди та звання
- Почесний професор трьох університетів Китаю.
- Почесний ступінь Університетського коледжу Дубліна.
- 1998—2004 — радниця генерального директора CERN щодо держав-членів.
- 1989—2000 — Нобелівський комітет з фізики.
- 1998—2004 — радниця генерального директора CERN щодо держав-членів.
- 1984 — член Шведської академії наук.
- 1987 — член Норвезької академії наук.
- 1996 — член Опікунської ради Нобелівського фонду.
- 2005 — член Академії Європи[9].
- 2019 — нагороджено орденом Серафимів 8-го розряду за дослідження в галузі теоретичної фізики, особливо фізики елементарних часток[10].